# 寺田彦太郎
寺田 彦太郎（てらだ ひこたろう、1822年3月26日（文政5年2月4日） - 1903年（明治36年）10月6日）は、明治時代の政治家。実業家。国学者。衆議院議員（静岡県第5区選出、当選3回）。号は観海。族籍は静岡県平民。

## 経歴
遠江国山名郡福田村（静岡県山名郡福島村、磐田郡福田町を経て現磐田市福田）の庄屋寺田彦左衛門良賢の子として生まれる。
1836年（天保7年）、藩侯西尾隠岐守より庄屋を命ぜられる。1842年（天保13年）大庄屋となり、同じ西尾藩の庄屋八木美樹と交わり、その父美穂より国学思想を受け継ぎ、のち『国教のもとゐ』などを著した。
さらに国学思想に則り村政に励み、福田港口掘削、河川改修、海岸砂防堤築造、荒蕪地開拓に尽くす。ほか、福田地方の製塩業や養鰻業の基礎を築いた。
1894年（明治27年）9月の第4回衆議院議員総選挙では静岡県第5区から出馬し当選。つづく第5回、第6回総選挙でも当選し、衆議院議員を3期務めた。

## 著作
- 『神宝解』1897年。

## 親族
- 長男：寺田彦八郎（実業家、養鰻家）[2]